# رسائل اخوان الصفا

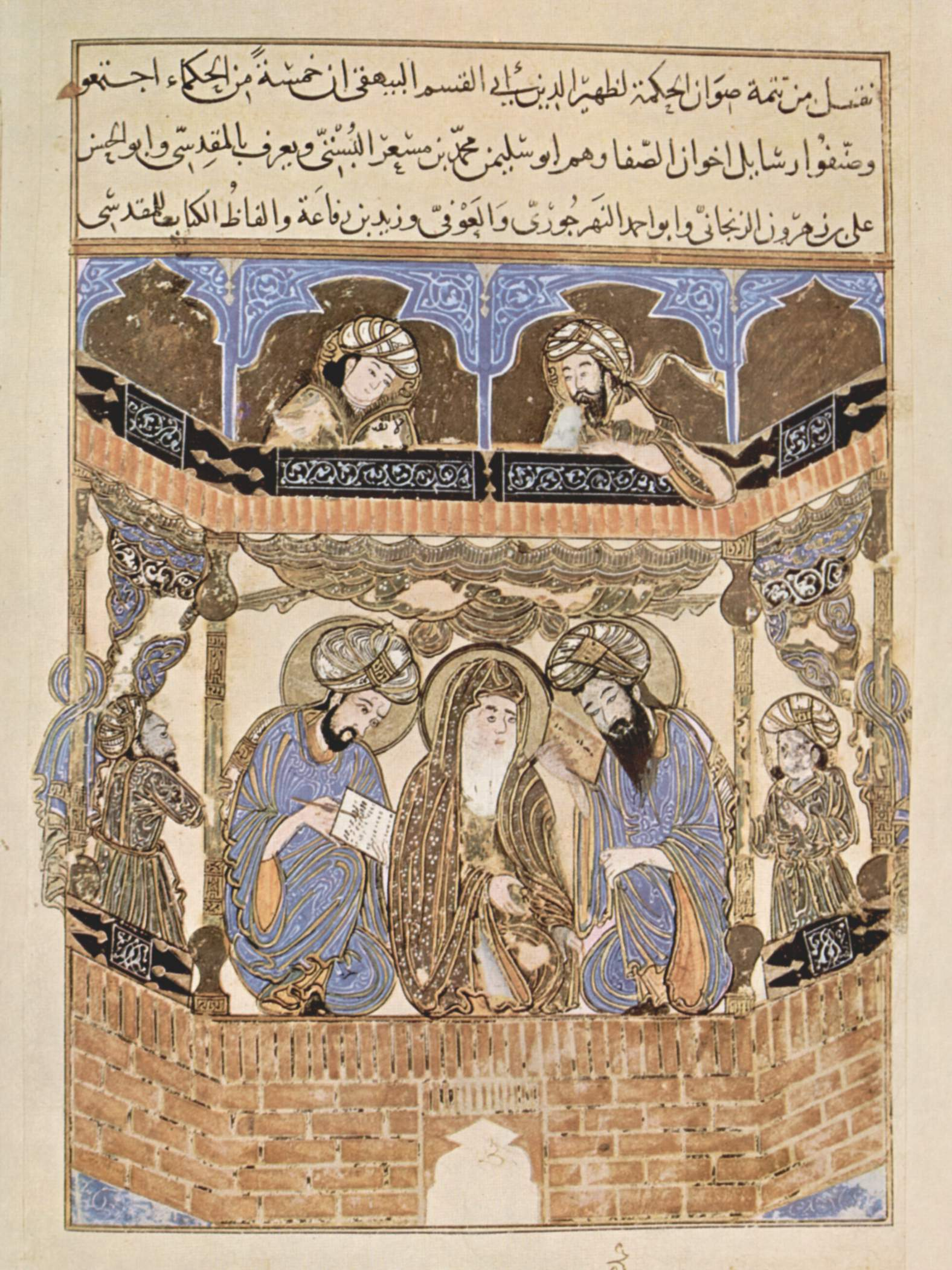
تصویری نگاشته شده در سال ۱۲۸۷ از اخوان الصفا

رسائل اخوان الصفا و خلان الوفا که نام کاملش رسائل اخوان الصفا و خلان الوفا و اهل العدل و ابناء الحمد به معنی «کتاب‌های برادران پاکی و دوستان وفاداری و اهل عدالت و پسران ستایش» دائرةالمعارفی بزرگ شامل ۵۲ «رساله» نوشتهٔ نویسندگان ناشناس جمعیت اِخْوانُ‌الصَّفا است. مؤلفانِ اثر هویت خود را عمداً پنهان نگه داشته‌اند و تاریخ دقیق پدیدآمدن اثر نیز نامعلوم است (احتمالاً حدود نیمهٔ دوم سدهٔ دهم میلادی یا قرن چهارم هجری). رسائل شامل چهار بخش عمده است و هر بخش چندین رساله و هر رساله چندین فصل است. اثر پیرامون موضوعات مختلف از دین و هندسه و موسیقی و جغرافیا و علم حساب تا اخلاق و جادو و غیره است که همگی با یک هدف اساسی نوشته شده‌اند که مکرراً توسط نویسندگان اثر تأکید شده‌است، که «علم‌آموزی ریاضتی‌ست برای نفس که آن را برای زندگی در عالم پس مرگ آماده می‌کند.» خلاصهٔ مهمی از کل اثر در یکی از رساله‌ها به نام «الرسالة الجامعة» آمده‌است.
در نگاه کلی به رسائل اخوان الصفا، ویژگی‌هایی به چشم می‌آیند که این نوشتار را از بسیاری مکتوبات فلسفی دیگر ممتاز می‌سازند. در اینجا به برخی از آنها اشاره می‌کنیم:

## طبقه‌بندی خاص دانش‌های فلسفی
اخوان ـ که همچون بسیاری دیگر از فیلسوفان، فلسفه را «التشبّه بالاله بحسب الطاقة الانسانیة» می‌دانند ـ رساله‌های پنجاه و دوگانه را در چهار بخش اصلی جای می‌دهند:
- ریاضی ـ تعلیمی
- جسمانی ـ طبیعی
- نفسانی ـ عقلی
- ناموسی ـ الهی[۵]

این دسته‌بندی با تقسیمی که خود آنان از علوم فلسفی ارائه داده‌اند سازگاری کاملی ندارد. از سوی دیگر، در رساله جامعه، پیش از آنکه دانش‌های فلسفی به چهار قسم اخیر منشعب گردد، به تقسیم کلی تری اشاره می‌شود که بر اساس آن، علوم گوناگون بشری در چهار دسته اصلی جای می‌گیرند:
- ریاضی
- شرعی
- وضعی
- فلسفی[۶]

## تمثیلات عددی، جایگزین استدلال
آنچه بر همه رساله‌های اخوان غلبه‌ای چشمگیر دارد، بهره‌گیری از تمثیلات عددی است. از مطالعه رسائل چنین بر می‌آید که گویا این تمثیلات، نویسندگان را از اقامه برهان بر مدعاشان بی‌نیاز ساخته‌اند. برای مثال، اخوان با تشبیه خداوند به «واحد» ـ که منشأ همه اعداد است ـ صفاتی چون وحدانیت، بساطت و علم باری را نتیجه می‌گیرند:
«اگر در این مسئله که همه اعداد از واحد تشکیل شده‌اند، تأمل کنی، آن را روشن‌ترین دلیل بر وحدانیت خداوند و چگونگی پدید آمدن اشیاء خواهی یافت؛ زیرا… نسبت خداوند به موجودات، همانند نسبت واحد به عدد است: همچنان که واحد، اصل و منشأ و اول و آخر اعداد است، خداوند نیز علت و خالق اشیاء و اول و آخر آنهاست و همچنان که واحد جزء ندارد و آن را در میان اعداد، مثل و مانندی نیست، خداوند نیز در بین مخلوقات از داشتن مثل و شبیه مبراست؛ همچنین همان گونه که واحد محیط بر همه اعداد و شمارنده آنها به حساب می‌آید خداوند نیز عالم به اشیاء و ماهیات آن هاست. تعالی الله عمّا یقول الظالمون علواً کبیراً.»

## آمیختگی با نجوم و باورهای خرافه نما
اخوان الصفا به مسائلی چون سحر، طلسم و احکام نجومی بسیار اهمیت می‌دهند و فلسفه خود را با آنها می‌آمیزند. این آمیختگی به قدری است که خود آنان دربارهٔ آن می‌گویند: 
«لعلّ کثیراً ممّن یقفُ علی رسائلنا هذه، یظن انّ مرادنا فی وضعها هو تعلیم علم النجوم.»
به هر رو، به گفته اخوان، انسان در هرماه از دوران هفت یا نه‌ماهه جنینی، تحت تدبیر سیاره ای خاص از سیارات هفت‌گانه قرار دارد و پس از تولد نیز از آنها بی‌نیاز نیست. همچنین، اشتیاق انسان به ماکولات و مشروبات، یا مسائل جنسی، یا فراگیری معارف، در گرو آن است که هنگام تولد، کدام سیاره بر او غالب باشد.

اخوان برای توجیه شرعی این امور نیز گاهایی برداشته اند. آنان از یک سو علم نجوم را رهاورد هرمس (ادریس نبی) از سیری سی ساله بر گِرد فلک زحل می‌شمارند و از سوی دیگر، ستارگان آسمان را همان فرشتگان الهی می‌دانند که راسخان در علم (حکما و فلاسفه) می‌توانند از چگونگی تأثیر آنها بر پدیده‌های زمینی آگاه شوند. همچنین در نظر آنان، مخالفت برخی فقها با علم نجوم، در چیزی غیر از حرمت ذاتی آن ریشه دارد:
«انما نهوا عنه لدنّ علمَ النجوم جزءٌ من علم الفلسفة، و یکرَه النظر فی علوم الفلسفة للاحداث و الصبیان و کلّ مَن لم یتعلّم علمَ الدین.»

## استشهاد فراوان به آیات قرآن کریم
اخوان الصفا ـ بر خلاف بسیاری از فیلسوفان پیش و پس از خود، که برای صیانت از صبغه عقلی مباحث، از استشهاد به نصوص دینی خودداری می‌کردند ـ فراوان به آیات قرآن و گاه احادیث تمسک می‌جویند و بدین شیوه بر هماهنگی فلسفه و شریعت تأکید می‌ورزند. افزون بر این، آنان بیشتر رساله‌ها را با این آیه آغاز کرده‌اند: «الحَمدُلِلّهِ وَ سَلامٌ عَلَی عِبادِهِ الَّذینَ اصطَفَی اللهُ خَیرٌ امّا یشرِکونَ» بهره‌گیری اخوان از آیات در بسیاری موارد از حد استشهاد به معنای ظاهری فراتر می‌رود و به تأویل نزدیک می‌شود که در اینجا به نمونه‌ای از آنها اشاره می‌کنیم:
اخوان آسمانهای هفتگانه قرآنی (سماوات سبع) را ـ به ضمیمه عرش و کرسی ـ برابر با افلاک نه‌گانه هیئت بطلمیوسی می‌دانند و برای اثبات این مدعا، از برخی آیات قرآن کریم نیز بهره می‌گیرند. به گفته اخوان، مقصود از سماوات سبع، هفت فلک نخستین است که هرکدام حامل یکی از سیارات هفت‌گانه (قمر، عطارد، زهره، شمس، مریخ، مشتری، زحل) است. هریک از این افلاک ـ همچون لایه‌های پیاز ـ فلک‌های پیش از خود را دربر گرفته‌است و همه آنها محیط بر کره زمین اند. فلک هشتم که ویژه ستارگان ثابت (الکواکب الثابتة) است، در زبان قرآن «کرسی» نام گرفته‌است؛ چنان‌که با اشاره به احاطه کرسی بر آسمانها و زمین، می‌فرماید: «وَسِعَ کُرسِیُّهُ السَّمَواتِ وَ الأَرضَ». سرانجام، فلک نهم ـ که محیط بر «هشت فلک» دیگر است ـ «عرش» الهی خوانده می‌شود که قرآن کریم حاملان آن را «هشت فرشته» می‌داند: «وَ یَحمِلُ عَرشَ رَبِّک فَوقَهُم یَومَئِذٍ ثَمانِیةٌ».

## اهتمام به مواعظ اخلاقی
اخوان الصفا افزون بر اختصاص رساله ای طولانی به مباحث اخلاقی، در بسیاری از رسائل دیگر نیز بر تهذیب نفس و دل کندن از شهوات تأکید می‌ورزند، چنان‌که در رساله‌های مربوط به جغرافیا و موسیقی نیز از بیان چنین مواعظی خودداری نمی‌کنند:
«فاجتهد یا اخی … فی تصفیة نفسک و تخلیصها من بحر الهیولی و أسر الطبیعة و عبودیة الشهوات الجسمانیة».

## تأکید بر رازداری
در رسائل بر حفظ اسرار اخوان تأکید فراوان شده، برای نمونه، در رساله جامعه چنین آمده‌است:
«و هذه الرسالة … یجب لک و علیک ان تصونها الصیانة الکافیة … و انت المُطالَب بحفظها و صیانتها الّا عن اهلها». 
این رازداری را می‌توان در مسائلی چون ترس از مخالفان ریشه یابی کرد؛ چنان‌که اخوان به پیروان خود توصیه می‌کنند که جلسات خود را در جایی برپا سازند که از خطر دشمنان در امان باشد. با این همه، گاه در رسائل به این نکته اشاره می‌شود که کتمان اسرار نه به دلیل ترس از دشمنان، بلکه برای آن است که معارف والا از دسترس نااهلان دور بماند:
«اینکه ما اسرار خود را پنهان می‌کنیم، نه از ترس غلبه پادشاهان است … و نه برای پرهیز از فتنه جویی توده‌های عوام؛ بلکه از آن روست که می‌خواهیم موهبت‌های الهی را نگاهبان باشیم؛ چنان‌که حضرت مسیح در وصایای خود می‌فرماید: لا تضعوا الحکمة عند غیر اهلها فتظلموها …».

## نمونه

### رساله موسیقی
رسالهٔ پنجم، رسالهٔ موسیقی است. در بخش مربوط به ساخت ساز عود می‌توان نکات مهمی دربارهٔ دیدگاه اخوان‌الصفا به آموزش صناعات به دست آورد. در فصل «فی کیفیة صناعت الآلات و اصلاحها» می‌توان نکات زیر را مشاهده کرد:
- حکما سازندگان ساز موسیقی هستند.
- از دیدگاه اخوان، حکما هدفی معنوی در ساخت مصنوعات و سازهای موسیقی دارند. برای نمونه، حکما عود را به وجود آوردند تا بیدارباشی باشد برای نفوس طالبان علوم فلسفی و ناظران در علوم ریاضی. همچنین تمام دقایق حکمی و رموز صناعی که در مصنوعات حکما نهفته‌است، خود دال بر صناعت صانع حکیم اول [خدا] است، که صناعت‌گران را خلق کرد و صنایع اولی و حکم و علوم و معارف را به آن‌ها الهام نمود.
- از دیدگاه اخوان کسی که قصد ورود به قلمرو این صناعت دارد باید «اهل» باشد. دربارهٔ این اهلیت دو قول وجود دارد: اول آن که، متخصص این صناعت باشد و دوم این که، اهلیت معنویِ اخذ و دریافت چنین صناعتی را دارا باشد. آن کس که دارای این اهلیت باشد، صانع صناعتی متبرک و مفید است که نه تنها برای عموم مردم مفید که بیدار باشی برای نفس و رسیدن به‌غایت معنوی صناعت است. اهلیت، خصوصیتی بسیار کلیدی است که در تاریخ عرفان، حکمت و هنر اسلامی بر ضرورت آن تأکید بسیار شده‌است و به ویژه در نظام استاد-شاگردی، اهلیت مهم‌ترین صفتی است که چنانچه شاگرد حامل آن باشد، استاد، رموز و دقایق را به او خواهد آموخت و اگر نه، حتی اگر در مهارت و حذق، ماهر و مستعد باشد (لکن فاقد اهلیت معنوی باشد) استاد در آموزش معنا، او را مخاطب قرار نخواهد داد.
- از دیدگاه اخوان صناعت گرانی که به ساخت عود اشتغال دارند، باید نسب افضل را بشناسند و چوبی که برای ساخت عود برمی‌گزینند باید دارای نسب شریف باشد.
- بر این اساس از عود که با غایتی معنوی ساخته می‌شود و بر اساس نسب افضل و شریف شکل می‌گیرد (نسبی که از دیدگاه اخوان، نسبت‌های متعالی حاکم بر کون و مکان هستند)، موسیقی ای خلق می‌شود که از دیدگاه اخوان، نغماتی مماثل نغمات حرکات افلاک و کواکب دارد. نتیجه این همانندی نوای حاصل از عود با حرکت افلاک، آن است که نفوس جزئی ساکن در عالم کون و فساد را به سرور عالم افلاک و لذات نفوس ساکن آنجا متذکر شده و رهنمون می‌گردد. نفس بر اثر شنود موسیقی عود پی خواهد برد که ساکنان افلاک در معرض زیباترین احوال، پاک‌ترین لذات و جاودانه‌ترین سرورهایند.

### فتوت‌نامه چیت‌سازان
در رسائل اخوان الصفا آمده‌است: «بعد از حمد خدا و درود بر رسول، بدان که این رساله‌ای است (رساله چیت سازی) که حضرت امام جعفر صادق بدین ترتیب گفته و فرستاده‌است تا بدانند و یادگیرند.»
«اگر پرسند که افعال چیت‌سازی چند و کدام است؟ جواب بگو اول، با طهارت بودن و راست گفتن و راستی را در کار خود پیشه کردن و کم سخن بودن و چراغ پیران روشن کردن و به ادب خود را نگاه داشتن.»

### فتوت‌نامه آهنگران
در رسائل اخوان الصفا آمده‌است: «سؤال: اگر ترا پرسند که در کار آهنگری چند شرایط است؟ جواب: بگو که دوازده شرایط است. اول پاک بودن، دوم طهارت بودن، سوم راست بودن، چهارم دستگاه استادان پاک نگاه داشتن، پنجم خلاف نگوید، ششم چراغ استادان را روشن کردن، هفتم اول و آخر به ارواح استادان و پیران تکبیر گفتن، هشتم از چهار درهم یک درهم به راه خدای تعالی صرف کردن، نهم پنج وقت نماز گزاردن، دهم وظیفه استادان را دانستن، یازدهم به روی خریدار سخت تند نگوید، دوازدهم در کار خود ثابت قدم بودن.»